# Distrito de Moutier
El distrito de Moutier es uno de los veintiséis antiguos distritos del cantón de Berna (Suiza). Tiene una superficie de 216 km². La capital del distrito era la comuna Moutier.

## Geografía
Situado en la cordillera del Jura en la región conocida como Jura bernés, la región francófona del cantón de Berna. El distrito de Moutier limita al norte con el distrito de Delémont (JU), al noreste con Thierstein (SO), al sureste con el de Thal (SO), al suroeste con los de Lebern (SO) y Courtelary, y al oeste con el de Franches-Montagnes (JU).

## Historia
El distrito de Moutier estaba inicialmente compuesto por las parroquias del prebostazgo de Moutier-Grandval y de la abadía de Bellelay, partes del antiguo Obispado de Basilea, atribuido al cantón de Berna durante el Congreso de Viena de 1815. Convertido en bailía en 1816 y en distrito en 1831. La región benefició de la difusión de la relojería en todo el Arco del Jura; el distrito se industrializó y desde 1880 se especializó en la fabricación de máquinas y útiles, sector fuertemente tocado durante la crisis relojera de los años 1970 (Tornos-Bechler). La metalurgia también juega un papel importante (Acerías Von Roll en Choindez y la Boillat en Reconvilier).
El 23 de junio de 1974 tras la primera votación de autodeterminación del Jura bernés, el distrito de Moutier votó mayoritariamente Non a la creación del cantón del Jura y opta por mantenerse en el cantón de Berna, decisión confirmada en el voto del 16 de marzo de 1975. En el tercer plebiscito del 7 y 14 de septiembre, seis comunas limítrofes del distrito deciden unirse al distrito de Delémont (Châtillon, Corban, Courchapoix, Courrendlin, Mervelier y Rossemaison) y dos el distrito de Franches-Montagnes (Lajoux y Les Genevez), todos dos en el cantón del Jura. Al contrario, la comuna de Rebévelier decide salirse del distrito de Delémont y entrar al de Moutier. En 1996, la comuna de Vellerat pudo salir del distrito de Moutier para reunirse con el distrito de Delémont en el cantón del Jura. El distrito fue disuelto el 31 de diciembre de 2009, tras la entrada en vigor de la nueva organización territorial del cantón de Berna. Moutier fue completamente absorbido por el nuevo distrito administrativo del Jura bernés.

## Comunas
| Distrito de Moutier    | Distrito de Moutier    | Distrito de Moutier | Distrito de Moutier | Distrito de Moutier |
| Comunas                | Población (31.12.2007) | Superficie km²      | Densidad hab./km²   |                     |
| ---------------------- | ---------------------- | ------------------- | ------------------- | ------------------- |
| Belprahon              | 316                    | 3,79                | 83,37               |                     |
| Bévilard               | 1700                   | 5,63                | 301,95              |                     |
| Champoz                | 153                    | 7,11                | 21,51               |                     |
| Châtelat               | 123                    | 4,09                | 30,07               |                     |
| Corcelles              | 237                    | 6,78                | 34,95               |                     |
| Court                  | 1381                   | 24,60               | 56,13               |                     |
| Crémines               | 551                    | 9,35                | 58,93               |                     |
| Eschert                | 363                    | 6,56                | 55,33               |                     |
| Grandval               | 340                    | 8,21                | 41,41               |                     |
| Loveresse              | 324                    | 4,64                | 69,82               |                     |
| Malleray               | 1914                   | 10,35               | 184,92              |                     |
| Monible                | 37                     | 3,39                | 10,91               |                     |
| Moutier                | 7462                   | 19,53               | 382,07              |                     |
| Perrefitte             | 489                    | 8,67                | 56,40               |                     |
| Pontenet               | 198                    | 2,74                | 72,26               |                     |
| Rebévelier             | 51                     | 3,52                | 14,48               |                     |
| Reconvilier            | 2227                   | 8,23                | 270,59              |                     |
| Roches                 | 227                    | 8,97                | 25,30               |                     |
| Saicourt               | 577                    | 13,75               | 41,96               |                     |
| Saules                 | 155                    | 4,25                | 36,47               |                     |
| Schelten (La Scheulte) | 49                     | 5,61                | 8,73                |                     |
| Seehof (Elay)          | 72                     | 8,42                | 8,55                |                     |
| Sornetan               | 130                    | 5,62                | 23,13               |                     |
| Sorvilier              | 271                    | 7,02                | 38,60               |                     |
| Souboz                 | 129                    | 10,63               | 12,13               |                     |
| Tavannes               | 3478                   | 14,65               | 237,40              |                     |
| Total (26)             | 22.954                 | 216,11              | 106,21              |                     |